# Studia Norwidiana
„Studia Norwidiana” – rocznik, recenzowane czasopismo naukowe poświęcone twórczości Cypriana Kamila Norwida, wydawane nieprzerwanie od 1983 roku jako organ Ośrodka Badań nad Twórczością Cypriana Norwida przy Towarzystwie Naukowym KUL .

## Profil czasopisma
„Studia Norwidiana” rozpoczęto wydawać w 1983 roku z inicjatywy Towarzystwa Naukowego KUL, by uczcić setną rocznicę śmierci Norwida i kontynuować tradycję badań nad jego twórczością. Pismo miało pogłębić znajomość dzieł, zniwelować zaległości badawcze, upowszechnić twórczość Norwida oraz służyć norwidologom jako forum. 
„Studia Norwidiana” stanowią jedyny w Polsce periodyk naukowy całkowicie skoncentrowany na jednym twórcy. Czasopismo służy prezentacji oryginalnych wyników badań nad życiem i dziełem Norwida, wspiera rozwój norwidologii, umożliwia krytyczną analizę dotychczasowych ustaleń oraz integruje środowisko badawcze. Publikowane są wyłącznie teksty wcześniej nieogłaszane drukiem, co zapewnia aktualność podejmowanych tematów i wysoki poziom merytoryczny .
Z uwagi na wielowymiarowość twórczości Norwida na łamach pisma ukazują się prace z wielu dyscyplin humanistycznych: literaturoznawstwa, językoznawstwa, historii sztuki, filozofii, teologii oraz historii kultury. Tak szeroki profil pozwala na pełniejsze ujęcie dzieła poety w jego kontekstach ideowych, estetycznych i cywilizacyjnych. Redakcja kładzie duży nacisk na ukazanie twórczości Norwida w szerokim, ponadnarodowym kontekście kulturowym i historycznym. Wynika to z biografii poety, który większość życia spędził poza granicami Polski .
W czasopiśmie publikują wybitni specjaliści z Polski i zagranicy, reprezentujący najważniejsze ośrodki badań nad Norwidem. Pismo pełni funkcję forum wymiany poglądów i koordynacji prac naukowych, a także wspiera kontynuację i rozwój badań nad poetą .
Wersja drukowana czasopisma (ISSN 0860-0562) uchodzi za wersję referencyjną. Publikacja „Studiów Norwidiana” jest dofinansowywana przez Ministerstwo Nauki i Szkolnictwa Wyższego oraz Fundację Norwidowską z siedzibą w Lublinie . Czasopismo dostępne też jest w wersji elektronicznej (e-ISSN 2544-4433) .

## Recenzje
Według recenzji z 1992 roku w pierwszych zeszytach cele postawione przez redakcję przy uruchomieniu czasopisma osiągnięto częściowo. Informacyjne działy – „Bibliografia” i „Kronika” – publikowały dane z opóźnieniem, co utrudniało śledzenie nowych publikacji. Doceniano za to dbałość o ciągłość bibliografii. W „Kronice” mimo kilkuletnich opóźnień dokumentacja miała wartość dla badań nad recepcją Norwida, choć wyrażano obawy, czy redakcja nadrobi zaległości.
Dział „Recenzje” zawierał starannie wyselekcjonowane omówienia ważnych publikacji norwidologicznych, mimo niewielkiego zainteresowania tym gatunkiem. Choć też pojawiały się z opóźnieniem, obejmowały monografie, tomy referatów, interpretacje wierszy, edycje korespondencji oraz antologie poezji o Norwidzie, a także wydania jego dzieł i tłumaczenia. Autorami byli uznani specjaliści, co podnosiło rangę tego działu. W „Inedita” publikowano nieznane dotąd teksty i zapiski Norwida z komentarzami historycznymi, filologicznymi oraz fotokopiami wszystkich odnalezionych autografów.
Dział „Materiały i notatki” zawierał krótkie szkice uzupełniające wiedzę o życiu, twórczości i recepcji Norwida. Publikowano tu też badania i analizy tekstologiczne. Choć zawartość mała wartość informacyjną, pozostawał przyczynkarską z powodu braku nowych źródeł w latach 80. XX wieku. Nowe możliwości badawcze pojawiły się dopiero po 1989 roku dzięki dostępowi do archiwów byłego ZSRR.
Atrakcyjność „Studiów Norwidiana” opierała się głównie na działach „Artykuły i szkice” oraz „Interpretacje”, w których analizowano liczne utwory Norwida. Publikacje te cieszyły się zainteresowaniem poza środowiskiem naukowym, zwłaszcza wśród nauczycieli, wpisywały się bowiem w nurt poszukiwania metody czytania Norwida. Drugim wątkiem w dziale „Artykuły i szkice” była analiza stanowiska Norwida wobec swojej epoki, zwłaszcza kwestii emigracji i niewoli narodowej. Często pojawiał się też temat „Norwid i chrześcijaństwo”, choć redakcja podkreślała konieczność umiaru w interpretacji biblijnej, by nie zredukować twórczości poety do jednowymiarowego odczytania.
Kolejna grupa tekstów w „Studiach Norwidiana” dotyczyła zmagań Norwida z ograniczeniami zewnętrznymi, zwłaszcza w pracy z językiem – tzw. „filozofii mowy”. Temat ten podejmowali zarówno historycy literatury, jak i językoznawcy. Pojawiały się także mniej liczne opracowania dotyczące m.in. tradycji dramatu, epistolariów, relacji z poezją współczesną, problemów edytorskich czy norwidowskiej grafiki i rzeźby.
Wbrew zapowiedziom nie uruchomiono działu „Dyskusje i polemiki”, choć Norwid nadal budził kontrowersje, a ujawnienie argumentów antynorwidowskich byłoby wartościowe. Zabrakło też szerszego kontekstu badań, zwłaszcza komparatystycznych i recepcyjnych, by norwidologia nie zamknęła się w wąskim kręgu.
Recenzja z 1996 roku, po ukazaniu się zeszytów 12/13, podkreślała znaczenie „Studiów Norwidiana” jako czołowego forum badań nad Norwidem, wyróżniającego się systematycznością, bogactwem materiałów źródłowych i wysokim poziomem naukowym. Wartość dodatnią miały działy z niepublikowanymi tekstami („Inedita”), recenzjami i bibliografią. Na uznanie zasługiwały także artykuły dotyczące mniej opracowanych aspektów twórczości Norwida oraz recepcji jego dzieła. Słabszą stroną było opóźnienie wydawnicze oraz chaotyczna konstrukcja działu bibliograficznego – z błędnymi klasyfikacjami i niepełnym zakresem. Krytycznie oceniono także niektóre interpretacje .